# Bocksboda

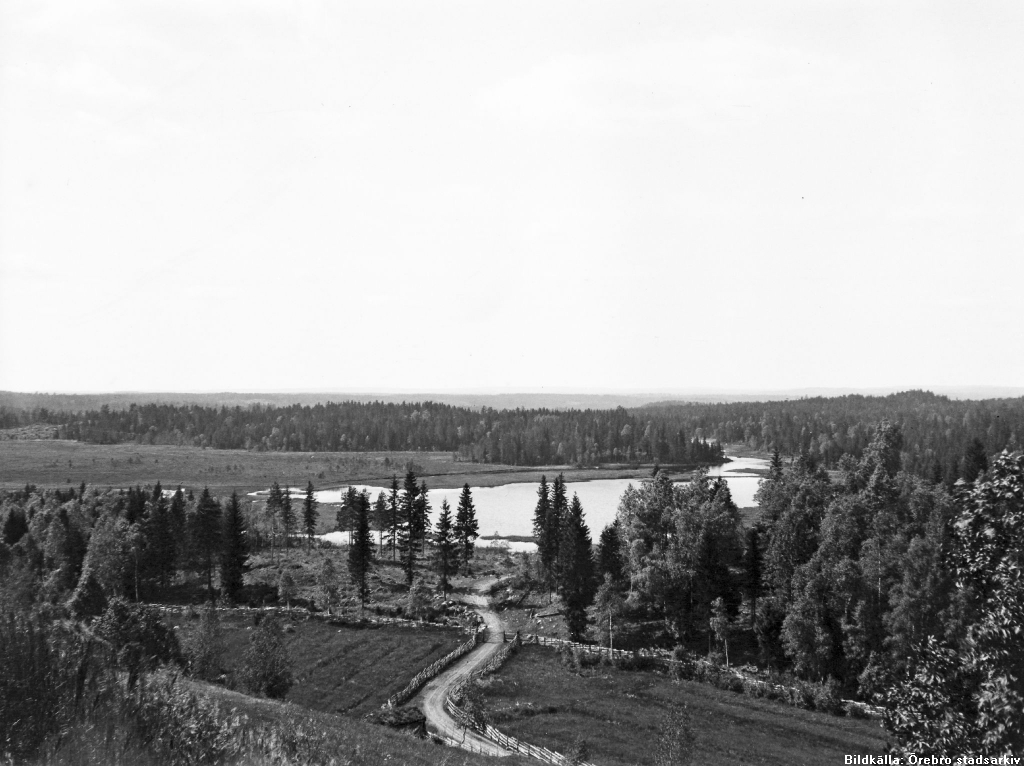
Utsikt från Bocksboda år 1908. Bocksbosjön i bakgrunden.

Bocksboda (tidigare även Boxboda) är en by i Örebro kommun. Den ligger nordväst om Närkes Kil och Klockhammar, nära gränsen mellan Närke och Värmland. Till Bocksboda leder den tertiära länsvägen T 748, som utgår från Närkes Kil. Vägen slutar i Bocksboda, och övergår där i en mindre väg, som leder över Bofors skjutfält mot Dalkarlsberg och Vikersvik. Bocksboda är Närkes högst belägna by då Närkes näst högsta punkt ligger i utkanten av byn, utmed ett skidspår om vintern mot Lisselängen, Skrikarboda, Tomasboda, och Blankhult.

## Bocksboda hytta och kvarn
Ursprunget till byn är sannolikt Bocksboda hytta, som var i drift mellan tidigt 1640-tal och början av 1700-talet. Den var belägen utefter Bondabrobäcken, cirka 100 meter väster om Bocksbosjöns västspets, vid utkanten av byn och som idag kallas Hyttebacken. Hyttan var igång under 39 dygn under år 1684, och då framställdes där 221 skeppund järn (cirka 37,5 ton). Under mitten av 1600-talet fanns under en kort tid även en knipphammare i Bocksboda.
Efter att hyttan lagts ner ersattes den av en kvarn och av en såg. Den kunde utnyttja den goda fallhöjden på 15 meter från Bocksbosjön och Stora Ryggsjön. Kvarnen och sågen nedlades år 1900, och byggnaderna revs i början av 1920-talet. Några kvarnstenar finns ännu kvar som minne av kvarnen.

## Turistaktiviteter
I början av 1970-talet öppnade en stugby i Bocksboda. Den fick namnet Ponderosa efter TV-serien Bröderna Cartwright. Driften lades ned i mitten av 1970-talet.
Vissa av stugorna finns kvar men är sedan länge privatägda.
Strax nordväst om Bocksboda ligger Bocksbosjön och Bocksbomossen. Ett par kilometer väster om byn ligger Lisselängen, en torpruin, som är en välkänd rastplats utmed Kilsbergsspåret och Vintergatan, vintertid på längdskidor. Etapp 9 av Bergslagsleden passerar östra Bocksboda i Getingedalen. Det går också så kallade MTB-leder förbi Bocksboda, både från Ånnaboda och Pershyttan/Nora.